# Leptocera congoensis
Leptocera congoensis är en tvåvingeart som först beskrevs av Vanschuytbroeck 1950.  Leptocera congoensis ingår i släktet Leptocera och familjen hoppflugor.
Artens utbredningsområde är Kongo. Inga underarter finns listade i Catalogue of Life.